# Francine Larrimore
Francine Larrimore, née Francine La Remee le 22 août 1898, peut-être dans la région de Verdun, et morte le 7 mars 1975, est une actrice de théâtre et de cinéma américaine d'origine française.

## Biographie
Née en France, elle arrive aux États-Unis alors qu'elle est une enfant. Elle fait ses études à New York. Ses parents sont J. Louis La Remee et Sarah (ou Soore) Adler, une sœur de l'acteur russe Jacob Adler, vedette du théâtre yiddish (à ne pas confondre avec la troisième épouse de Jacob Adler, également prénommée Sara). Les enfants de Jacob, Stella et Luther, sont ses cousins germains. Sa sœur Stella Larrimore (1905-1960) épousa la star de théâtre et de cinéma Robert Warwick.
Elle commence sa carrière sur scène en 1910. En 1926, elle crée le rôle de Roxie Hart dans la première de Chicago à Broadway. Elle joue Theodora Gloucester dans la comédie Nice People de Broadway en 1921. Elle apparaît dans Let Us Be Gay et Brief Moment. Elle participe à l'émission de radio Grand Central Station, en 1941. Ses autres crédits à Broadway incluent Spring Song (1934), Shooting Star (1933), This Was a Man (1926), His Queen (1925), Parasites (1924), Nancy Ann (1924), Nobody's Business (1923), Scandal (1919), Sometime (1918), Double Exposure (1918), Parlour, Bedroom and Bath (1917), Here Comes the Bride (1917), Moonlight Mary (1916), Some Baby! (1915), The Salamander (1914), The Switchboard (1913) et Where There's a will (1910).
On la voit dans une série de films muets des années 1910 : The Devil's Darling (1915, Mutual), The Princess From The Poorhouse alias The Royal Pauper (1917, Edison) et Max veut divorcer (1917, Essanay) avec Max Linder. La plupart sont maintenant considérés comme perdus.
Elle n'a joué que dans deux films sonores, dont Deux Femmes en 1937. Elle disparaît de la scène artistique en 1939.

## Filmographie
- A Woman's Resurrection (en) (1915) (probablement son premier rôle, créditée comme Frances Lorrimore)
- The Devil's Darling (1915), court métrage
- The Royal Pauper (en) (1917)
- Max veut divorcer (1917), court métrage
- Max in a Taxi (1917), court métrage
- Somewhere in America (1917)
- John Meade's Woman (1937)
- The Devil's Daughter (en) (1939)
- Deux Femmes (1937)